# پاتریس استانگه
پاتریس استانگه (فرانسوی: Patrice Estanguet‎؛ زادهٔ ۱۹ آوریل ۱۹۷۳) قایقران کانو اهل فرانسه است.